# San Matías (Santa Cruz)
San Matías es una pequeña localidad y municipio fronterizo de Bolivia, capital de la provincia Ángel Sandóval ubicada al extremo este del departamento de Santa Cruz, cerca a la frontera con Brasil. La localidad está situada a 830 km de la ciudad de Santa Cruz de la Sierra, la capital departamental. La localidad tiene una población de 6.267 habitantes y el municipio tiene una población de 14.470 habitantes (según el Censo INE 2012). Fue fundada el 24 de febrero de 1844 por el general Fermín Rivero.

## Historia
El 16 de noviembre de 1948, Viador Moreno Peña presentó al congreso de la república la creación de la provincia Ángel Sandóval. Esta iniciativa se transformó en ley de la república el 10 de diciembre del mismo año, promulgada por el entonces presidente constitucional Enrique Hertzog.
La provincia fue creada con cuatro cantones: Las Petas, Santo Corazón, La Gaiba, y San Matías capital y único municipio.
En 2019, San Matías fue uno de los municipios más afectados por el incendio forestal de la Chiquitania, con al menos 215 mil hectáreas quemadas en todo el municipio.

## Geografía
El municipio limita al norte y al este con la República Federativa de Brasil, al sur con la provincia Germán Busch, al suroeste con la provincia Chiquitos, y al oeste con la provincia Velasco. 
La topografía de la región está compuesta por llanura amazónica y presenta cadenas montañosas, planicies y valles bajos. También existen pequeños ríos y numerosas lagunas como la laguna La Gaiba.
El clima de San Matías es cálido y lluvioso, que puede ser clasificado como clima tropical de sabana (Aw), de acuerdo con la clasificación climática de Köppen.

## Demografía
De acuerdo con el censo boliviano de 2024, la población del municipio de San Matías es de 15 336 habitantes.
La población del municipio aumentó aproximadamente a la mitad entre 1992 y 2024:
| Año  | Habitantes (municipio) | Fuente |
| ---- | ---------------------- | ------ |
| 1992 | 10.695                 | Censo  |
| 2001 | 13.073                 | Censo  |
| 2012 | 14.770                 | Censo  |
| 2024 | 15.336                 | Censo  |

## Economía
Dista unos 830 km de la ciudad de Santa Cruz de la Sierra. La ciudad más cercana para el intercambio comercial y turístico es San Luis de Cáceres en Brasil.
La actividad económica del municipio se concentra principalmente en la producción ganadera, el comercio, la agricultura y la explotación forestal. La mayor parte de la población se dedica a la extracción, a veces incontrolada, de madera debido a los abundantes recursos forestales que tiene. Por tratarse de una región fronteriza, hay también intensa actividad comercial. 

## Turismo
San Matías se caracteriza por el atractivo turístico del Pantanal boliviano y de sus hermosos lugares para desarrollar el ecoturismo y el turismo aventura.